# Solanum subg. Regmandra
Solanum subg. Regmandra es un subgénero del género Solanum. Incluye las siguientes especiesː

## Especies
- Solanum brachyantherum Phil.
- Solanum montanum L.
- Solanum multifidum Lam.
- Solanum pinnatum Cav.
- Solanum remyanum Phil.
- Solanum trinominum J. R. Benn.